# Abelharuco-de-cauda-azul
O abelharuco-de-cauda-azul (Merops philippinus)   é uma espécie de ave da família Meropidae. Tem uma distribuição alargada no sueste asiático, onde muitas das suas populações são migradoras.